# 蒙特通
蒙特通（法語：Monteton，法語發音：[mɔ̃tətɔ̃]）是法国洛特-加龙省的一个市镇，属于马尔芒德区。

## 地理
蒙特通（44°37'23"N, 0°15'23"E）面积13.81 平方千米，位于法国新阿基坦大区洛特-加龍省，该省份为法国西南部内陆省份，北起多爾多涅省，西接吉倫特省和朗德省，南至热尔省，东临塔恩-加龙省和洛特省。
与蒙特通接壤的市镇（或旧市镇、城区）包括：德罗河畔圣皮埃尔、德罗河畔阿勒芒、德罗河畔欧里亚克、康布、吉耶讷地区莱维尼亚克、帕尔达扬、圣阿维、科邦-圣索沃尔、穆斯捷。

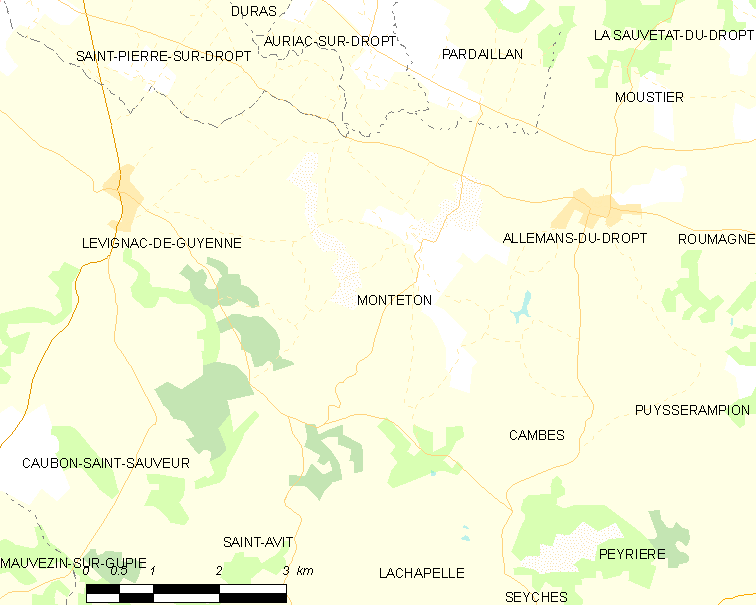
蒙特通的OSM定位图

蒙特通的时区为UTC+01:00、UTC+02:00（夏令时）。

## 行政
蒙特通的邮政编码为47120，INSEE市镇编码为47187。

## 政治
蒙特通所属的省级选区为吉耶讷山丘县。

## 人口

1962-2008年间蒙特通人口变化图示

蒙特通于2022年1月1日时的人口数量为324人。